# فرودگاه ماتسوموتو
فرودگاه ماتسوموتو (به انگلیسی: Matsumoto Airport) یک فرودگاه همگانی با کد یاتا MMJ است که یک باند فرود آسفالت بتن دارد و طول باند آن ۲۰۰۰ متر است. این فرودگاه در شهر ماتسوموتو، ناگانو کشور ژاپن قرار دارد .

## شرکت‌های هواپیمایی و مقصدهای پروازی
| شرکت‌های هواپیمایی   | مقصدهای پروازی      |
| ------------------- | ------------------- |
| جی-ایر              | فصلی: اوساکا        |
| Fuji Dream Airlines | فوکوئوکا، نیو چیتوز |